# Altes Magazin (Hannover)

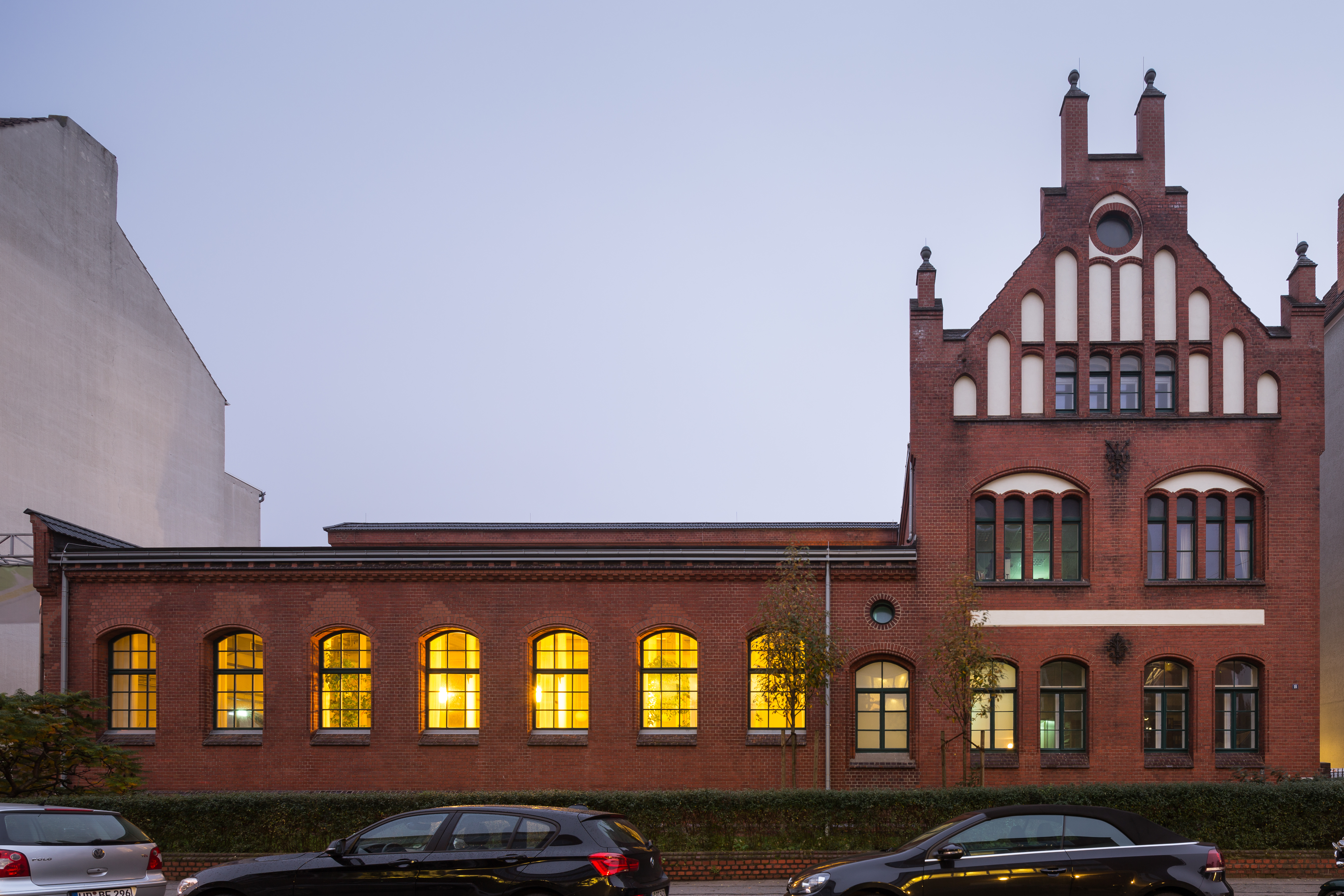
Altes Magazin

Das Alte Magazin in Hannover ist ein denkmalgeschütztes ehemaliges Magazin und regelmäßige Spielstätte für das Klecks-Theater Hannover mit Aufführungen insbesondere für Kinder- und Jugendliche. Daneben wird die als Kindertheaterhaus bezeichnete Spielstätte auch von den Hannoverschen Kammerspielen mit Produktionen für Erwachsene genutzt. Das Haus mit durchschnittlich rund 25.000 Zuschauern jährlich zählt zu den besucherstärksten Freien Bühnen in Niedersachsen. Standort des historischen Komplexes ist die Kestnerstraße 18 im hannoverschen Stadtteil Südstadt.

## Geschichte und Beschreibung

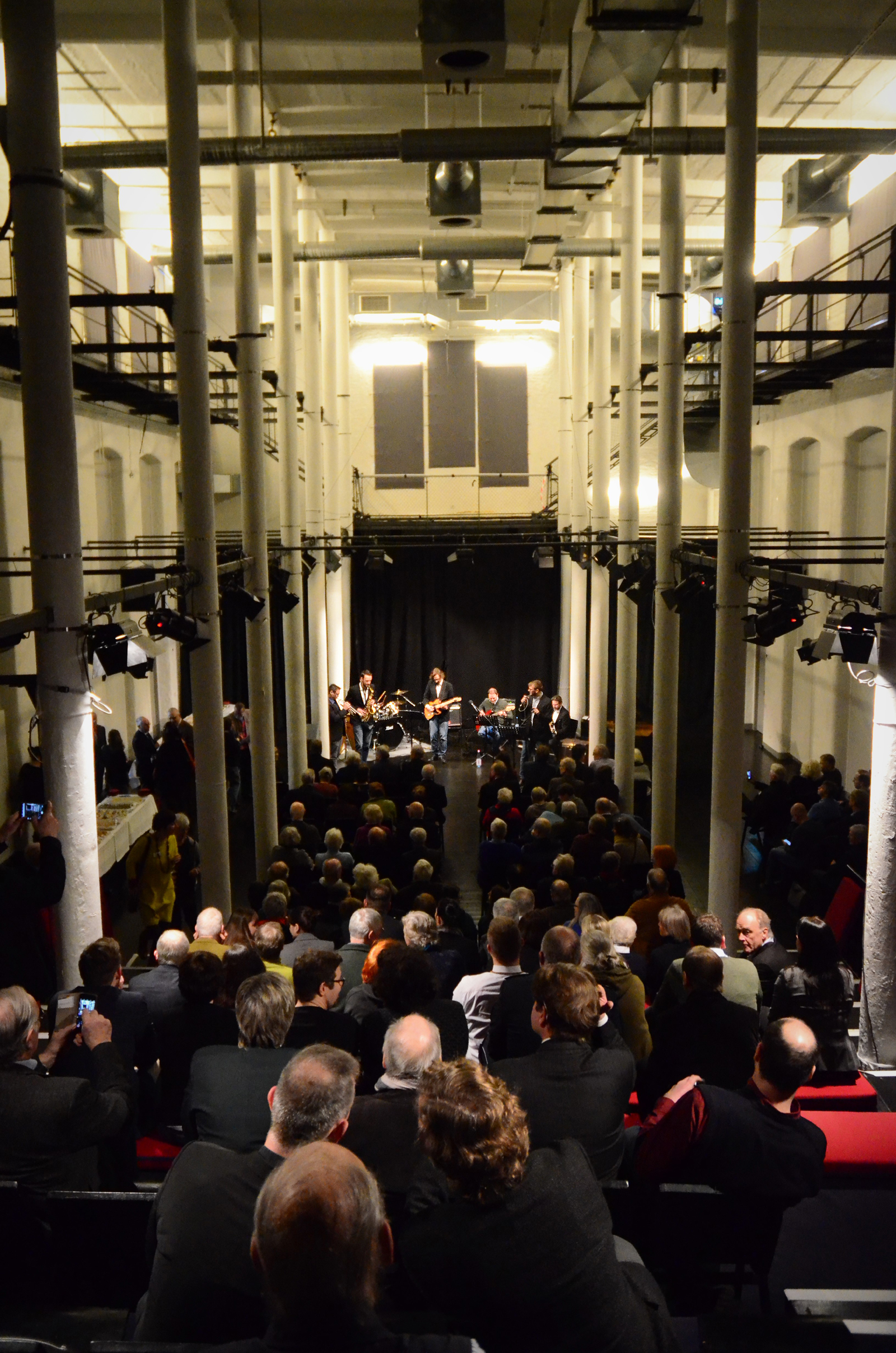
Musiker auf der Bühne während des Neujahrsempfangs des Stadtbezirksrats Südstadt-Bult, 2019

Nachdem in der späten Gründerzeit des Deutschen Kaiserreichs im Jahr 1886 die Kestnerstraße angelegt worden war, entwarf wenig später der Architekt Ferdinand Ludolff, ein Schüler von Conrad Wilhelm Hase, die Pläne für das in den Jahren 1894 bis 1895 errichtete „Decorationen-Magazin“ für das Königliche Hoftheater. In dem Depot sollten die für die verschiedenen Theater- und Opernaufführungen zusammengebauten Kulissen bis zur weiteren Verwendung zwischengelagert werden.
Das Dekorations-Magazin, an dessen Entstehung möglicherweise auch der Hofbaurat Louis Frühling beteiligt war, entstand nun als gotisierender Backstein-Bau mit einem langgestreckten, tiefen Baukörper und einem an eine Basilika ähnelnden Querschnitt. Auf der Westseite wurde ein Verwaltungsbau angefügt, dessen Giebel mit verputzten Blendfenstern sowie Ecktürmchen verziert wurde.
Nach der Fertigstellung diente das Dekorationsmagazin nicht immer seinem ursprünglichen Zweck, blieb später auch viele Jahre nahezu ungenutzt. Zeitweilig diente das Gebäude mit seinen rund 10 Meter hohen schlanken Säulen im Innenraum auch als Stall für Pferde des Militärs.
Während der Luftangriffe auf Hannover im Zweiten Weltkrieg brannte zwar das Opernhaus mit seinem Kostüm-Fundus vollständig aus, doch das alte Magazin in der Kestnerstraße mit seinen dort deponierten Theater-Kulissen blieb von den Brandbomben weitgehend verschont.
Am 11. Mai 1988 eröffnete das Staatsschauspiel Hannover im „Alten Magazin in der Kestnerstraße“ eine neue Spielstätte mit der Aufführung des Schauspiels ADE von Harald Weiss. Das alte Haus diente in der Folge für kleine, experimentelle und extravagante Produktionen und wurde hierfür zunächst nur notdürftig hergerichtet.
Einige Jahre später, am 3. Juni 1993, beschloss der Kulturausschuss der Landeshauptstadt Hannover mit den Stimmen der SPD und der GABL, das Alte Magazin dem Kinder- und Jugendtheater Klecks zur Verfügung zu stellen. Seinerzeit sollte ein Kinder- und Theaterzentrum eingerichtet werden.
1994 konnte das Klecks-Theater, das bis dahin noch ohne feste Spielstätte auskommen musste, schließlich in das historische Gebäude einziehen. Bald auch konnten die Hannoverschen Kammerspiele hier ein Abendprogramm zeigen. Doch aufgrund der seinerzeit noch nur dürftigen Finanzierung konnte anfangs keine Wärmeisolierung für den Winter eingebaut werden und auch keine Schallisolierungen. 2011 wurde die Sanierung des historischen Bauwerkes abgeschlossen. Dabei waren Büros, verschiedene Garderoben und eine eigene Probebühne behutsam in das denkmalgeschützte Gebäude integriert worden, ohne die Atmosphäre des Hauses zu zerstören. Zahlreichen Inszenierungen bot der schwierig zu bespielende hohe Saal im Alten Magazin mit seiner Doppelreihe tragender Säulen seitdem eine ganz eigene Ästhetik.